# Platygaster filicaudis
Platygaster filicaudis är en stekelart som beskrevs av Fouts 1925. Platygaster filicaudis ingår i släktet Platygaster och familjen gallmyggesteklar. Inga underarter finns listade i Catalogue of Life.